# Erodium brachycarpum
Erodium brachycarpum är en näveväxtart som först beskrevs av Dominique Alexandre Godron, och fick sitt nu gällande namn av Thellung. Enligt Catalogue of Life ingår Erodium brachycarpum i släktet skatnävor och familjen näveväxter, men enligt Dyntaxa är tillhörigheten istället släktet skatnävor och familjen näveväxter. Arten förekommer tillfälligt i Sverige, men reproducerar sig inte. Inga underarter finns listade i Catalogue of Life.